# Georges Prosper Anne Claret de la Touche
Pour les articles homonymes, voir La Touche (homonymie).
Georges Prosper Anne Claret de la Touche (1er octobre 1852 - 8 décembre 1939) est un général de division français associé à la Première Guerre mondiale.

## Biographie
Georges Claret de la Touche est né le 1er octobre 1852 à Rennes (Ille-et-Vilaine) et meurt le 8 décembre 1939 à Châtellerault (Vienne).
Il est le fils de Prosper Jean Louis Claret de La Touche (1817-1905), colonel d'artillerie, et de Virginie Barbe-Mintière (née en 1832).
Il épouse Marie-Marthe Delavau de Treffort de la Massardière le 6 juillet 1886 dont 2 enfants, parmi lesquels Guy Claret de la Touche (1887-1953), officer durant la Première guerre mondiale.
Il est issu de la 55e promotion (1870-1872) de Saint-Cyr.

### Grades
- 8 novembre 1870 : soldat
- 15 novembre 1870 : sous-lieutenant
- 4 janvier 1871 : lieutenant
- 1er septembre 1871 : remis sous-lieutenant
- 21 février 1874 : lieutenant
- 10 novembre 1880 : capitaine
- 8 août 1881 : capitaine adjudant major
- 2 octobre 1893 : capitaine major
- 29 novembre 1896 : chef de bataillon
- 29 août 1900 : lieutenant-colonel
- 25 mai 1906 : colonel
- 21 septembre 1911 : général de brigade
- 15 juillet 1915 : général de division à titre temporaire
- 25 mars 1916 : général de division (en réserve)

### Postes
- 7 septembre 1870 : volontaire de guerre au 5e bataillon de chasseurs à pied
  - guerre du 28 septembre 1870 au 7 mars 1871
  - campagne d'intérieur du 30 août 1871 au 1er mai 1871 à Lyon
- 25 mai 1906 : chef de corps du 72e régiment d'infanterie.
- 21 septembre 1911 : en disponibilité.
- 9 octobre 1911 : commandant de la 15e brigade d'infanterie et des subdivisions de région de Laval et de Mayenne.
- 27 octobre 1911 : adjoint au commandant en chef préfet du 1 arrondissement maritime et gouverneur désigné de la place de Cherbourg et commandant de la subdivision de région de Cherbourg.
- 23 septembre 1912 : commandant de la 29e brigade d'infanterie et des subdivisions de région de Chalon-sur-Saône et de Mâcon
- 10 novembre 1912 : commandant de la 36e brigade d'infanterie et subdivisions de région d'Angers et de Cholet
- 20 mars 1914 : en disponibilité.
- 2 août 1914 : commandant de la 115e brigade d'infanterie de réserve
- 31 août 1914 : commandant de la  58e division d'infanterie de réserve
- 22 septembre 1914 : commandant de la  41e division d'infanterie
  - 1er octobre 1914 : placé dans la section de réserve
- 17 septembre 1916 : commandant du  20e corps d'armée, dit « corps de fer »
- 19 février 1917 : replacé dans la section de réserve.
- 1er mars 1917 : commandant de la  20e région (Troyes)
- 25 novembre 1917 : replacé dans la section de réserve.

## Distinctions

### Décorations françaises
- Grand officier de la Légion d'honneur (décret du 27 avril 1916)[1].
  -  Commandeur de la Légion d'honneur (décret du 30 décembre 1914)
  -  Officier de la Légion d'honneur (décret du 31 décembre 1912)
  -  Chevalier de la Légion d'honneur (décret du 09 juillet 1895)
- Croix de guerre 1914-1918 (1 palme de bronze)
- Médaille interalliée 1914-1918
- Médaille Commémorative de la Guerre de 1870
- Médaille commémorative de la guerre 1914-1918